# Dragomir Janković
Dragomir Janković (Zagrad, 8. novembar 1964) ekonomista. Diplomirao je na Ekonomskom fakultetu u Beogradu, magistrirao na Pravnom fakultetu u Kragujevcu. Objavio je veći broj naučnih i stručnih radova u međunarodnim i domaćim relevantnim časopisima. Široj javnosti je postao poznat tokom 2012. godine nakon niza skandala sa lažnim predstavljanjem.

## Biografija
Rođen je 8. novembra 1964. godine u Zagradu, gde je završio osnovnu školu, gimnaziju je završio u Titogradu. Na Ekonomskom fakultetu Univerziteta u Beogradu diplomirao je 1989. godine. Magistrirao je na Pravnom fakultetu u Kragujevcu sa tezom „Fleksibilni oblici rada i zapošljavanja” 2008. godine. Objavio je veći broj naučnih i stručnih radova u naučnim i stručnim časopisima.
Od 1990. godine radio je u Republički zavod za statistiku (Srbija), zatim u kompaniji Lek Ljubljana, vodio više privatnih kompanija. Odlukom Vlade Republike Srbije imenovan je 2001. godine za Generalnog sekretara Koordinacionog centra Vlade Republike Srbije za Kosovo i Metohiju. Rešenjem Vlade Republike Srbije 2001, imenovan je za člana Borda direktora Jat ervejz (JAT). Miritelj u Republičkoj agenciji za mirno rešavanje radnih sporova od 2009. godine.
Od 2004. godine Janković se u javnosti pojavljuje i predstavlja kao izvršni direktor Evropskog ekonomskog instituta, zvanične institucije Evropske unije. Tokom 2012. godine u više medija izbija afera nakon istraživanja Jankovićevih navoda iz medija. Na upite medija i Evropski ekonomski institut je odbacio bilo kakvu povezanost sa Jankovićem. Janković demantovao i najavio tužbu, ali epilog nije poznat

## KoBSON
- The importance of business tourism to national economies in transition: the case of Serbia (Article)TECHNICS TECHNOLOGIES EDUCATION MANAGEMENT-TTEM, (2012), vol. 7 br. 4, pp. 1856-1864 (koautor)[4]
- Economic evaluation of the external effects of cultural heritage as a developmental environment of agro-tourism (Vojvodina sample) (Article) TECHNICS TECHNOLOGIES EDUCATION MANAGEMENT-TTEM, (2012), vol. 7 br. 4, pp. 1888-1899 (koautor)[4]

## SCIndeks
- Prava i dužnosti državnih službenika u Republici Srbiji Zbornik radova Pravnog fakulteta u Nišu 2010, бр. 56, pp. 217-229 (koautor)[5]
- Međunarodna orijentacija liderstva i menađžmenta u funkciji jačanja konkurentskih prednosti domažih turističkih organizacija, Tematski zbornik radova 2012. pp. 111-118 (koautor)[6]
- Startna pozicija Srbije na putu njenog integrisanja u jedinstveni evropski ekonomski prostor, Srbija između reindustrijalizacije i agrara, Zbornik radova,2011, Knjiga XI, pp. 165–170. (M61-2)[7]
- Posledice svetske ekonomske krize na nezaposlenost u EU Docent dr Zoran Radulovic, Beograd, Dragomir Janković, Konsultant[8]

## Spoljašnje veze
- -Lažni ekspert iz Brisela vara srpske novinare
- Ko je zaista Dragomir Janković?